# Campionatul Mondial al Cluburilor FIFA 2023
Cupa Mondială a Cluburilor FIFA 2023 a fost cea de-a 20-a ediție a Cupei Mondiale a Cluburilor FIFA, un turneu internațional de fotbal pentru cluburi organizat de FIFA între câștigătorii celor șase confederații continentale, precum și campionii ligii națiunii gazdă. Turneul s-a disputat în Arabia Saudită în perioada 12-22 decembrie 2023.
Real Madrid este deținătorul actualului trofeu.

## Numirea gazdei
Deși pentru 2025 este planificată o Cupă Mondială a Cluburilor, extinsă, pe patru ani, FIFA a confirmat pe 13 februarie 2023 că va avea loc un turneu în 2023. La începutul aceleiași luni, UOL Esporte a raportat că Arabia Saudită este interesată să găzduiască turneele Cupelor Mondiale a Cluburilor din 2023 și 2024. Pe 14 februarie, Consiliul FIFA a confirmat Arabia Saudită ca gazdă a turneului din 2023.

## Echipe calificate
|  | NOTE: Următoarele informații se bazează pe formatul actual al Cupei Mondiale a Cluburilor FIFA și pot fi modificate de către FIFA. |

| Echipa                    | Confederația            | Calificare                                     | Data calificării        | Participare                                                                      |
| Vor intra în semifinale   | Vor intra în semifinale | Vor intra în semifinale                        | Vor intra în semifinale | Vor intra în semifinale                                                          |
| ------------------------- | ----------------------- | ---------------------------------------------- | ----------------------- | -------------------------------------------------------------------------------- |
| Fluminense                | CONMEBOL                | Câștigătorii 2023 Copa Libertadores            | 4 noiembrie 2023        | Prima                                                                            |
| Manchester City           | UEFA                    | Câștigătorii Liga Campionilor 2022-2023        | 10 iunie 2023           | Prima                                                                            |
| Vor intra în runda a doua |                         |                                                |                         |                                                                                  |
| Urawa Red Diamonds        | AFC                     | Câștigătorii 2022 AFC Champions League         | 6 mai 2023              | A 3-a (Anterioare: (2007, 2017)                                                  |
| Al Ahly                   | CAF                     | Câștigătorii 2022–23 CAF Champions League      | 12 iunie 2023           | A 9-a (Anterioare: (2005, 2006, 2008, 2012, 2013, 2020, 2021, 2022)              |
| León                      | CONCACAF                | Câștigătorii 2023 CONCACAF Champions League    | 4 iunie 2023            | Prima                                                                            |
| Intră în prima rundă      |                         |                                                |                         |                                                                                  |
| Auckland City             | OFC                     | Câștigătorii 2023 OFC Champions League         | 27 mai 2023             | A 11-a (Anterioare: (2006, 2009, 2011, 2012, 2013, 2014, 2015, 2016, 2017, 2022) |
| Al Ittihad                | AFC (Gazdă)             | Câștigătorii 2022–23 Saudi Professional League | Până la 31 mai 2023     | A doua (Anterioare: (2005)                                                       |

Notes
1. ↑  Dacă o echipă din Arabia Saudită câștigă Liga Campionilor AFC, vicecampionii Ligii Campionilor AFC vor fi invitați în locul câștigătorilor ligii Arabiei Saudite. Prin urmare, participarea câștigătorilor ligii Arabia Saudită va fi confirmată oficial doar după ce ultima echipă din Arabia Saudită va fi eliminată din Liga Campionilor Asiei,

## Stadioane
Orașul Jeddah a fost confirmat ca oraș gazdă pe 26 iunie 2023. Turneul va avea loc în două locații din oraș.
| Jeddah | Jeddah                    | Jeddah                              |
| ------ | ------------------------- | ----------------------------------- |
| Jeddah | King Abdullah Sports City | Stadionul Prince Abdullah Al-Faisal |
| Jeddah | Capacitate: 62,345        | Capacitate: 27,000                  |
| Jeddah |                           |                                     |

## Echipe
Fiecare echipă trebuie să numească o echipă de 23 de oameni (dintre care trei trebuie să fie portari). Înlocuirile accidentate sunt permise până la 24 de ore înainte de primul meci al echipei.

## Meciurile
Dacă un meci este egal după timpul normal de joc:
- Pentru meciurile eliminatorii, prelungiri sunt jucate. Dacă tot la egalitate după prelungiri, se ajunge la penaltiuri pentru stabilirea câștigătorului.
- Pentru meciul pentru locul trei, nu se joacă prelungiri și se organizează lovituri de departajare pentru a stabili câștigătorul.

Toate orele sunt locale, AST (UTC+3).

### Prima rundă
| Al-Ittihad                                | 3–0    | Auckland City |
| ----------------------------------------- | ------ | ------------- |
| - Romarinho 29' - Kanté 34' - Benzema 41' | Raport |               |

### Runda a doua
| Club León | 0–1    | Urawa Red Diamonds |
| --------- | ------ | ------------------ |
|           | Raport | - Schalk 78'       |

| Al Ahly                                           | 3–1    | Al-Ittihad      |
| ------------------------------------------------- | ------ | --------------- |
| - Maâloul 21' (pen.) - El Shahat 59' - Ashour 62' | Raport | - Benzema 90+2' |

### Semifinale
| Fluminense                       | 2–0    | Al Ahly |
| -------------------------------- | ------ | ------- |
| - Arias 71' (pen.) - Kennedy 90' | Raport |         |

| Urawa Red Diamonds | 0–3    | Manchester City                                    |
| ------------------ | ------ | -------------------------------------------------- |
|                    | Raport | - Høibråten 45+1' (aut.) - Kovačić 52' - Silva 59' |

### Meci pentru locul trei
| Urawa Red Diamonds              | 2–4    | Al Ahly                                                      |
| ------------------------------- | ------ | ------------------------------------------------------------ |
| - Kanté 43' - Scholz 54' (pen.) | Raport | - Ibrahim 19' - Tau 25' - Koizumi 60' (aut.) - Maâloul 90+8' |

### Finala
| Manchester City                                 | 4–0    | Fluminense |
| ----------------------------------------------- | ------ | ---------- |
| - Álvarez 1', 88' - Nino 27' (aut.) - Foden 72' | Raport |            |

| Manchester City | Fluminense |

| GK            | 31 | Ederson          |  |     |
| RB            | 2  | Kyle Walker (c)  |  |     |
| CB            | 3  | Rúben Dias       |  |     |
| CB            | 5  | John Stones      |  | 74' |
| LB            | 6  | Nathan Aké       |  | 81' |
| CM            | 82 | Rico Lewis       |  | 60' |
| CM            | 16 | Rodri            |  | 74' |
| RW            | 20 | Bernardo Silva   |  |     |
| AM            | 47 | Phil Foden       |  | 81' |
| LW            | 10 | Jack Grealish    |  |     |
| CF            | 19 | Julián Álvarez   |  |     |
| Schimbări:    |    |                  |  |     |
| GK            | 18 | Stefan Ortega    |  |     |
| GK            | 33 | Scott Carson     |  |     |
| DF            | 21 | Sergio Gómez     |  |     |
| DF            | 24 | Joško Gvardiol   |  | 74' |
| DF            | 25 | Manuel Akanji    |  | 74' |
| DF            | 68 | Max Alleyne      |  |     |
| MF            | 4  | Kalvin Phillips  |  |     |
| MF            | 8  | Mateo Kovačić    |  | 60' |
| MF            | 27 | Matheus Nunes    |  | 81' |
| MF            | 52 | Oscar Bobb       |  | 81' |
| MF            | 76 | Mahamadou Susoho |  |     |
| FW            | 92 | Micah Hamilton   |  |     |
| Antrenor:     |    |                  |  |     |
| Pep Guardiola |    |                  |  |     |

| GK             | 1  | Fábio              |     |     |
| RB             | 2  | Samuel Xavier      |     |     |
| CB             | 33 | Nino (c)           |     | 74' |
| CB             | 30 | Felipe Melo        |     | 60' |
| LB             | 12 | Marcelo            | 57' | 60' |
| CM             | 7  | André              |     |     |
| CM             | 8  | Matheus Martinelli |     |     |
| RW             | 21 | Jhon Arias         |     |     |
| AM             | 10 | Ganso              |     | 60' |
| LW             | 11 | Keno               |     | 46' |
| CF             | 14 | Germán Cano        |     |     |
| Schimbări:     |    |                    |     |     |
| GK             | 22 | Pedro Rangel       |     |     |
| GK             | 98 | Vitor Eudes        |     |     |
| DF             | 4  | Marlon             |     | 74' |
| DF             | 23 | Guga               |     |     |
| DF             | 40 | Diogo Barbosa      |     | 60' |
| DF             | 44 | David Braz         |     |     |
| MF             | 5  | Alexsander         | 68' | 60' |
| MF             | 20 | Danielzinho        |     |     |
| MF             | 29 | Thiago Santos      |     |     |
| MF             | 45 | Lima               |     | 60' |
| FW             | 9  | John Kennedy       | 84' | 46' |
| FW             | 38 | Yony González      |     |     |
| Antrenor:      |    |                    |     |     |
| Fernando Diniz |    |                    |     |     |

| Omul Meciului: Julián Álvarez (Manchester City) Arbitri asistenți: Tomasz Listkiewicz (Polonia) Adam Kupsik (Polonia) Al patrulea oficial: Jesús Valenzuela (Venezuela) Arbitru asistent de rezervă: Tulio Moreno (Venezuela) Arbitru asistent video: Tomasz Kwiatkowski (Polonia) Arbitri asistenți video asistenți: Juan Soto (Venezuela) Jorge Urrego (Venezuela) Juan Lara (Chile) | Match rules - 90 minute. - 30 de minute de prelungiri dacă este necesar. - Lovituri de departajare dacă scorul este încă egal. - Maximum doisprezece înlocuitori numiți. - Maxim cinci înlocuiri, cu o al șaselea permisă în prelungiri. |

## Marcatori
| Rank | Player            | Team               | Goals |
| ---- | ----------------- | ------------------ | ----- |
| 1    | Julián Álvarez    | Manchester City    | 2     |
| 1    | Karim Benzema     | Al-Ittihad         | 2     |
| 1    | Ali Maâloul       | Al Ahly            | 2     |
| 4    | Jhon Arias        | Fluminense         | 1     |
| 4    | Emam Ashour       | Al Ahly            | 1     |
| 4    | Bernardo Silva    | Manchester City    | 1     |
| 4    | Hussein El Shahat | Al Ahly            | 1     |
| 4    | Phil Foden        | Manchester City    | 1     |
| 4    | Yasser Ibrahim    | Al Ahly            | 1     |
| 4    | José Kanté        | Urawa Red Diamonds | 1     |
| 4    | N'Golo Kanté      | Al-Ittihad         | 1     |
| 4    | John Kennedy      | Fluminense         | 1     |
| 4    | Mateo Kovačić     | Manchester City    | 1     |
| 4    | Romarinho         | Al-Ittihad         | 1     |
| 4    | Alex Schalk       | Urawa Red Diamonds | 1     |
| 4    | Alexander Scholz  | Urawa Red Diamonds | 1     |
| 4    | Percy Tau         | Al Ahly            | 1     |

1 autogol
- Marius Høibråten (Urawa Red Diamonds, împotriva Manchester City)
- Yoshio Koizumi (Urawa Red Diamonds, împotriva Al Ahly)
- Nino (Fluminense, against Manchester City)

## Premii
Următoarele premii au fost acordate la încheierea turneului. Rodri de la Manchester City a câștigat premiul Balonul de Aur.
| Balonul de Aur          | Balonul de Argint             | Balonul de Bronz        |
| ----------------------- | ----------------------------- | ----------------------- |
| Rodri (Manchester City) | Kyle Walker (Manchester City) | Jhon Arias (Fluminense) |
| Premiul FIFA Fair Play  |                               |                         |
| Al-Ittihad              |                               |                         |

FIFA a desemnat, de asemenea, un om al meciului pentru cel mai bun jucător din fiecare meci al turneului.
| Meci | Omul meciului  | Club               | Adversar           | Ref.   |
| ---- | -------------- | ------------------ | ------------------ | ------ |
| 1    | N'Golo Kanté   | Al-Ittihad         | Auckland City      | [ 11 ] |
| 2    | Marwan Attia   | Al Ahly            | Al-Ittihad         | [ 12 ] |
| 3    | Yoshio Koizumi | Urawa Red Diamonds | León               | [ 13 ] |
| 4    | André          | Fluminense         | Al Ahly            | [ 14 ] |
| 5    | Rodri          | Manchester City    | Urawa Red Diamonds | [ 15 ] |
| 6    | Emam Ashour    | Al Ahly            | Urawa Red Diamonds | [ 16 ] |
| 7    | Julián Álvarez | Manchester City    | Fluminense         | [ 17 ] |

## Lincuri externe
- Site web oficial